# جنوب غرب الصومال
جنوب غرب الصومال (بالصومالية: Koonfur-Galbeed Soomaaliya)‏ هو إقليم يخضع للحكم الذاتي.
هو من مظاهر تشرذم الصومال الإيطالي تم إنشاؤه منذ أبريل 2002 تحت اسم «كيان جنوب غربي الصومال». وقد اتخذ من بيدوا عاصمة له، وتزعم الإقليم العقيد حسن محمد نور «شاتي جدود» وتدعمه عسكريا وسياسيا إثيوبيا. وأغلب سكان الإقليم من قبيلة الرحانوينيون.

## اللغة
كانت السيطرة في جانب اللغة والثقافة للمناطق المستعمرة للغة الاستعمار الإيطالي، ولم تعد هناك لغة صومالية موحدة يعتمد عليها، ويبدو أن ذلك لم يكن مهما في ظل التمزق الحادث، وإن كانت اللغة العربية تستخدم كلغة لذوي الثقافة الشرعية، كانت هناك رغبة لنشرها لم تفلح لعدم الاستقرار، ولضعف التواجد العربي لتوصيل الموروث الثقافي الإسلامي العربي.